# 溫立廣
溫立廣，山西人，清朝政治人物。
乾隆三十九年二月，擔任清朝廣東省潮州府豐順縣知縣。后由通恩接任。